# Röcken
Röcken és un antic municipi alemany del districte de Burgenlandkreis de l'estat de Saxònia-Anhalt a Alemanya que té 599 habitants. L'1 de juliol de 2009 va fusionar amb la ciutat de Lützen. Conté els barris Bothfeld, Michlitz i Schwesswitz. Està regat per l'Ellerbach.

## Fill predilecte
- Friedrich Wilhelm Nietzsche (1844-1900): filòsof, nascut i enterrat a Röcken

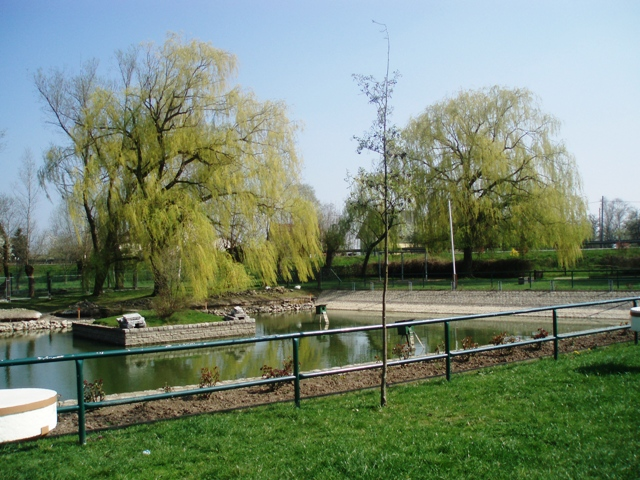
Estany
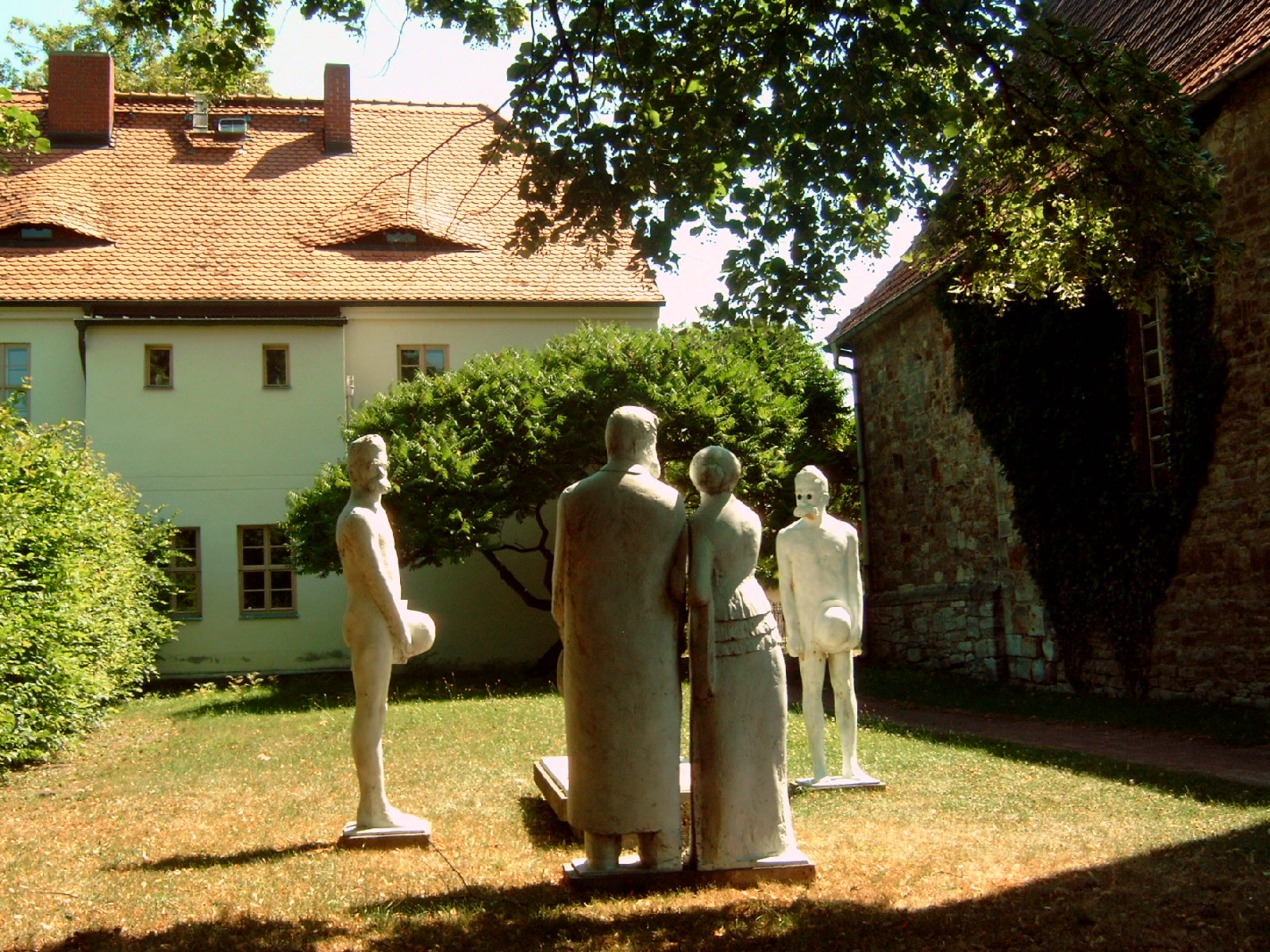
Casa natal de Nietzsche
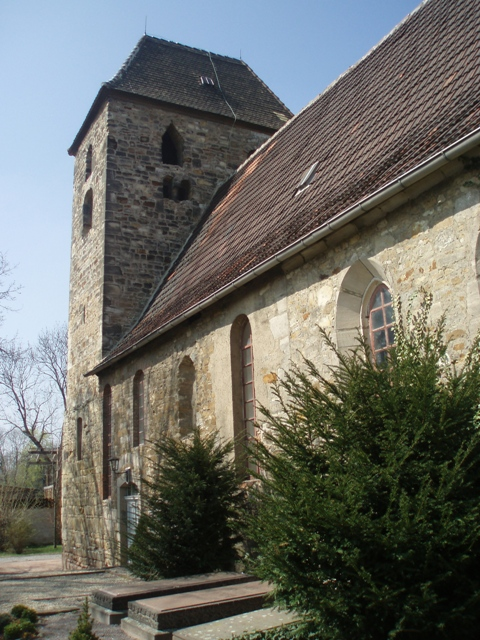
Església i tombes de la família Nietzsche
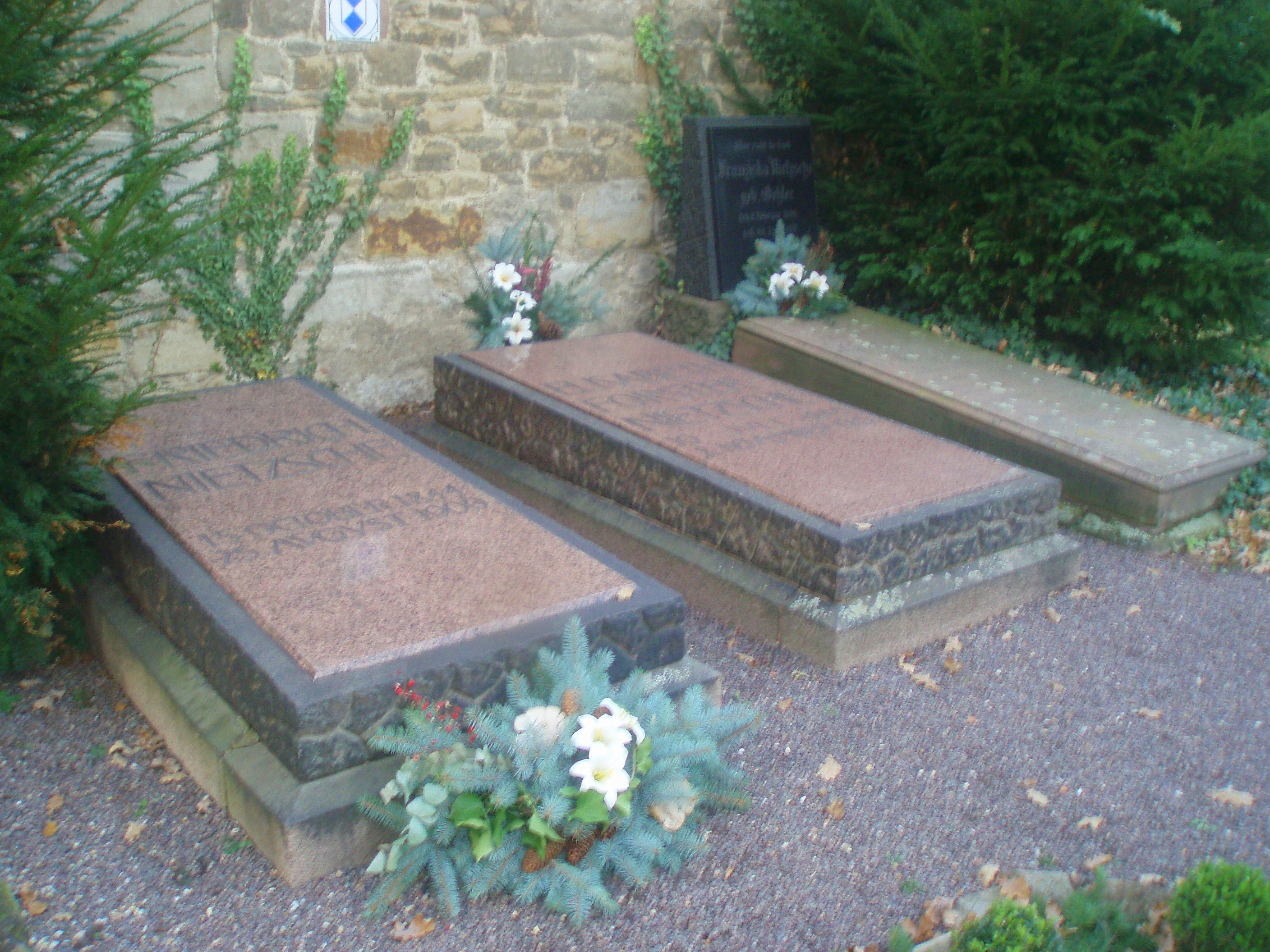
Tomba de Nietzsche